# Rio Open 2020
Rio Open 2020 var den 7:e upplagan av Rio Open, en tennisturnering i Rio de Janeiro, Brasilien. Turneringen var en del av 500 Series på ATP-touren 2020 och spelades utomhus på grus mellan den 17–23 februari 2020.

## Mästare

### Singel
- Cristian Garín besegrade  Gianluca Mager, 7–6(7–3), 7–5

### Dubbel
- Marcel Granollers /  Horacio Zeballos besegrade  Salvatore Caruso /  Federico Gaio, 6–4, 5–7, [10–7]